# 우씨왕후
우씨왕후는 TVING에서 2024년 8월 29일부터 2024년 9월 12일까지 방송된 대한민국의 액션 사극 드라마다.

## 출연진

### 주요 인물
- 전종서: 우희[1] 역 - 이 드라마의 메인 여주인공. 고구려의 왕후로 왕이 죽자 남편의 동생 중 한 명과 결혼하여 가족과 부족을 지키려는 인물.
- 김무열[2]: 을파소[3] 역(아역: 안석현) - 이 드라마의 메인 남주인공. 고구려의 재상이자 왕의 군사인 국상.
- 지창욱: 고남무[4] 역 (아역: 유지완) - 이 드라마의 서브 남주인공. 우희의 남편이자 오천명의 군사를 이끌고 한나라의 삼만 군사를 물리칠 만큼 뛰어난 두뇌를 가진 고구려의 왕.
- 정유미: 우순 역 - 이 드라마의 서브 여주인공. 우희의 언니이자 왕후를 모시는 태시녀.
- 이수혁: 고발기[5] 역 - 고구려 왕위 계승후보인 삼왕자.
- 박지환[6]: 무골 역 - 왕의 직속부대인 왕당의 대모달(대장).

### 계루부
- 배기범: 고백고[7] 역 - 고남무와 왕자들의 아버지.
- 故 송재림: 고패의 역 - 폐위된 왕자.
- 강영석: 고연우[8] 역
- 정재광: 고계수[9] 역 - 고남무의 동생들 중 하나. 오왕자.

### 절노부
- 전배수: 우소 역 - 우씨 가문의 가장(家長).
- 조한철: 우도 역 - 우씨 가문의 가장(家長).
- 이도엽[10][11]: 명림어루 역

### 졸본
- 박보경: 연비 역 - 고씨 왕가를 멸하려는 졸본의 인물.

### 왕당
- 이해우: 모치 역 - 왕당의 일원.

### 대신들
- 김도윤: 송우 역 - 가장 가까운 곳에서 왕을 모시는 최측근.
- 유의태[12]: 밀우 역
- 오하늬[13]: 사비 역

### 대사자
- 최재훈: 창헌 역 - 삼왕자 고발기를 모시는 최측근.

### 흰호랑이족
- 원현준: 뇌음 역 - 고구려 왕실 호위대장.
- 고한민[14] - 파야 역

### 그 외 인물들
- 윤진영
- 신혜정[15]
- 김기리[16]
- 이우태: 아불화 역
- 김태윤
- 이재준
- 이준현
- 최원석
- 임상묵
- 윤한빈
- 정승윤
- 이류민
- 김태훈
- 김두욱
- 이미례: 한나라 공주 유나라
- 오대석: 해대부 역
- 조하석: 화도자 역
- 정우일: 고노자 역
- 송유현 : 여진 역
- 정예나

## 참고 사항
- 전종서, 김무열은 2023년에 넷플릭스에서 공개된 영화 《발레리나》 이후로 11개월만에 재회하는 작품이다.[17]
- 김무열, 박지환, 박보경은 2024년에 개봉한 영화 《범죄도시4》 이후로 3개월만에 재회하는 작품이다.
- 김무열, 박보경은 2019년에 개봉한 영화 《악인전》 이후로 5년만에 재회하는 작품이다.
- 정유미, 박지환은 2016년에 방송된 SBS 월화 드라마 《육룡이 나르샤》 이후로 8년만에 재회하는 작품이다.
- 박지환, 정재광, 최재훈은 2022년에 개봉한 영화 《범죄도시2》 이후로 2년만에 재회하는 작품이다.
- 한국 콘텐츠진흥원 2023년 방송영상콘텐츠 기획안 공모 - 드라마(장편) 부분 선정작(우수상)이다.
- 송재림의 드라마 유작이다.

## 수상 목록
- 2024년 제11회 서울국제영화대상 OTT부문 특별 연기상 (정유미)
- 2024년 제10회 에이판 스타 어워즈 남자 연기상 (전배수)